# Padru
Padru település Olaszországban, Szardínia régióban, Olbia-Tempio megyében. Lakosainak száma 2069 fő (2023. január 1.). Padru Loiri Porto San Paolo, San Teodoro, Lodè, Bitti, Alà dei Sardi, Olbia és Torpè községekkel határos.

## Népesség
A település lakossága az elmúlt években az alábbi módon változott:
| Lakosok száma | 2118 | 2114 | 2069 |
|               | 2017 | 2018 | 2023 |